# Ryszard Suski
Ryszard Suski ps. „Żarłok” (ur. 1921, zm. 14 sierpnia 1944 w Warszawie) – działacz polskiego ruchu robotniczego, żołnierz batalionu im. „Czwartaków”.

## Biogram
Urodził się w Warszawie, w rodzinie robotniczej. Z działalnością rewolucyjną zetknął się w Czerwonym Harcerstwie. W 1940 r. wstąpił do lewicowej organizacji konspiracyjnej Barykada Wolności, potem do Polskich Socjalistów. Po powstaniu Milicji Ludowej Robotniczej Partii Polskich Socjalistów został jej dowódcą na terenie Warszawy. Był zwolennikiem współpracy z Polską Partią Robotniczą i Gwardią Ludową. Jesienią 1943 r. nawiązał kontakty z członkami Związku Walki Młodych, a wiosną 1944 r. wraz z podległymi mu ludźmi z Milicji RPPS wszedł w skład AL. Brał udział w akcjach bojowych batalionu im. „Czwartaków” na terenie Warszawy. 7 maja 1944 r. kierował ochroną IV Zjazdu Robotniczej Partii Polskich Socjalistów. W mieszkaniu Ryszarda Suskiego odbywały się spotkania, zebrania i odprawy; mieściła się w nim również składnica i punkt rozdzielczy prasy konspiracyjnej. W czasie powstania warszawskiego porucznik Ryszard Suski dowodził 3 kompanią batalionu im. „Czwartaków” na Starym Mieście. Poległ w rejonie Placu Zamkowego podczas odpierania jednego z bardziej gwałtownych szturmów hitlerowskich. Pośmiertnie, 15 maja 1945 r. odznaczony Orderem Krzyża Grunwaldu III Klasy. Po wyzwoleniu Warszawy spod okupacji niemieckiej jego zwłoki ekshumowano i pochowano na Cmentarzu Powązkowskim w kwaterze Armii Ludowej.